# Zosterop cap-ratllat
El zosterop cap-ratllat (Heleia squamiceps) és un ocell de la família dels zosteròpids (Zosteropidae).

## Hàbitat i distribució
Habita els boscos de les muntanyes de l'illa de Sulawesi.